# Kelvin Onuigwe
Kelvin Onuigwe (* 9. Dezember 2003) ist ein deutscher Fußballspieler.

## Karriere
Nach seinen Anfängen in der Jugend des SV Germering, des TSV Milbertshofen und des TuS Geretsried wechselte er im Sommer 2021 zum VfR Garching in die Bayernliga. Bereits Ende August 2021 wechselte er ligaintern zur zweiten Mannschaft des SSV Jahn Regensburg. Dort kam er auch zu seinem ersten Einsatz im Profibereich in der 3. Liga, als er am 20. August 2023, dem 2. Spieltag, beim 2:1-Auswärtssieg gegen den SC Verl in der 84. Spielminute für Elias Huth eingewechselt wurde. Anfang September 2023 unterschrieb er bei seinem Verein seinen ersten Profivertrag mit einer Laufzeit bis Juni 2026. Zur Saison 2024/25 wurde er an den 1. FC Phönix Lübeck verliehen. Diese Leihe wurde bereits im August 2024 beendet und folgte eine weitere zur SG Barockstadt Fulda-Lehnerz.